# Murato, Haute-Corse
Murato là một xã ở tỉnh Haute-Corse trên đảo Corse, Pháp. Xã này có diện tích 20,38 km², dân số năm 1999 là 555 người. Khu vực này có độ cao trung bình 497 mét trên mực nước biển.